# Куново (община Кратово)
Вижте пояснителната страница за други значения на Куново.
Куново (на македонска литературна норма: Куново) е село в източната част на Северна Македония, община Кратово.

## География
Куново е малко село, разположено на 6 километра източно от общинския център град Кратово в най-южните склонове на Осогово.

## История
В XIX век Куново е малко изцяло българско село в Кратовска кааза на Османската империя. Според статистиката на Васил Кънчов („Македония. Етнография и статистика“) от 1900 г. Куново има 90 жители, всички българи християни.
При избухването на Балканската война 1 човек от Куново е доброволец в Македоно-одринското опълчение.
В 1913 година селото попада в Сърбия.
Според преброяването от 2002 година селото има 3 жители, всички македонци.

## Личности
Починали в Куново
- Стоян Леков (? – 1924), български революционер